# 順聯集團
佛山市順聯集團有限公司，簡稱佛山市順聯集團和順聯集團（英語：Sunlink Group Company Limited），在1987年，由創辦人陳勝（董事長及首席執行官）於佛山市（總部）成立前身「北联商业公司」。
業務在本港和國內經營房地產、家具贸易和戰略投資等行業。
在2010年，順聯集團以6.96億港元，向鄧成波收購前「MK1超級數碼廣場」，改名為「美迪寧廣場」，2011年，再以4.71億港元買入旺角豉油街36至42號榮高樓地下至2樓近1.5萬方呎巨舖。2012年6月，以1.4億港元向羅家寶收購位於油麻地金勳大廈的已無營業的「數碼講」商場。同年8月，葉茂林以1.8億收購金勳大廈舖位。
2015年10月27日，順聯集團以4.86億元投得田灣商場
2016年4月11日，順聯集團以2.08億元投得柴灣興民商場
2016年12月16日，順聯集團以4.61億元投得新田圍商場

## 物業
- 美迪寧廣場
- 田灣商場
- 興民商場
- 新田圍商場

## 連結
- sunlink.com.cn （页面存档备份，存于）